# Munidion princeps
Munidion princeps är en kräftdjursart som beskrevs av Hansen 1897. Munidion princeps ingår i släktet Munidion och familjen Bopyridae. Inga underarter finns listade i Catalogue of Life.